# غاردن سيتي (نيويورك)
غاردين سيتي (بالإنجليزية: Garden City) هي قرية تابعة لمدينة هيمبستيد الواقعة في وسط مقاطعة ناسو بولاية نيويورك الأمريكية. أسسها المليونير الأمريكي ألكسندر تيرني ستيوارت (بالإنجليزية: Alexander Turney Stewart) سنة 1869، وهي تبعد عن مانهاتن حوالي 18.5 ميلاً (29.8 كيلومتراً) ويبلغ عدد سكانها 21,672 نسمة حسب تعداد سنة 2000. و21,753 نسمة حسب تقدير 2007.

## التركيبة السكانية
حدّد مكتب تعداد الولايات المتحدة بيانات التركيبة السكانية لغاردين سيتي في تعداد الولايات المتحدة. في ما يلي، التركيبة السكانية حسب تعدادي 2000 و2010.

### تعداد عام 2000
بلغ عدد سكان غاردين سيتي 21,672 نسمة بحسب تعداد عام 2000، وبلغ عدد الأسر 7,386 أسرة وعدد العائلات 5,859 عائلة مقيمة في القرية. في حين سجلت الكثافة السكانية 1,563.6 نسمة لكل كيلومتر مربع (4,049.7/ميل2). وبلغ عدد الوحدات السكنية 7,555 وحدة بمتوسط كثافة قدره 545.1 لكل كيلومتر مربع (1,411.8/ميل2).
وتوزع التركيب العرقي للقرية بنسبة 94.21% من البيض و1.23% من الأمريكيين الأفارقة و0.07% من الأمريكيين الأصليين و3.30% من الأمريكيين ذوي الأصول الآسيوية و0.03% من سكان جزر المحيط الهادئ و0.36% من الأعراق الأخرى و0.79% من عرقين مختلطين أو أكثر و2.77% من الهسبانيون أو اللاتينيون من أي عرق.
بلغ عدد الأسر 7,386 أسرة كانت نسبة 37.5% منها لديها أطفال تحت سن الثامنة عشر تعيش معهم، وبلغت نسبة الأزواج القاطنين مع بعضهم البعض 69.8% من أصل المجموع الكلي للأسر، ونسبة 7.5% من الأسر كان لديها معيلات من الإناث دون وجود شريك، بينما كانت نسبة 2% من الأسر لديها معيلون من الذكور دون وجود شريكة وكانت نسبة 20.7% من غير العائلات. تألفت نسبة 19.2% من أصل جميع الأسر من عدة أفراد يعيشون في نفس المنزل ونسبة 12% كانت تتألف من شخص يعيش بمفرده يبلغ من العمر 65 عاماً أو أكثر. وبلغ متوسط حجم الأسرة المعيشية 2.83، أما متوسط حجم العائلات فبلغ 3.27.
بلغ العمر الوسطي للسكان 40.7 عاماً. وكانت نسبة 26.5% من القاطنين تحت سن الثامنة عشر، وكانت نسبة 4.6% بين الثامنة عشر والرابعة والعشرين عاماً، ونسبة 22.9% كانت واقعةً في الفئة العمرية ما بين الخامسة والعشرين والرابعة والأربعين عاماً، ونسبة 25.7% كانت ما بين الخامسة والأربعين والرابعة والستين، ونسبة 16.7% كانت ضمن فئة الخامسة والستين عاماً فما فوق. يوجد لكل 100 أنثى 92.0 ذكر، ويوجد لكل 100 أنثى في الثامنة عشر من عمرها فما فوق 85.6 ذكر.
بلغ متوسط دخل الأسرة في القرية 104,176 دولارًا، أما متوسط دخل العائلة فبلغ 120,305 دولارًا. وكان متوسط دخل الذكور 93,144 دولارًا مقابل 49,954 دولارًا للإناث. وسجل دخل الفرد الخاص بالقرية 53,196 دولارًا. وكانت نسبة 1.8% من العائلات ونسبة 2.3% من السكان تحت خط الفقر، وكان من هؤلاء نسبة 2.3% تحت سن الثامنة عشر ونسبة 2.6% في الخامسة والستين من العمر وما فوق.

### تعداد عام 2010
بلغ عدد سكان غاردين سيتي 22,371 نسمة بحسب تعداد عام 2010، وبلغ عدد الأسر 7,366 أسرة وعدد العائلات 5,833 عائلة مقيمة في القرية. في حين سجلت الكثافة السكانية 1,614.1 نسمة لكل كيلومتر مربع (4,180.5/ميل2). وبلغ عدد الوحدات السكنية 7,647 وحدة بمتوسط كثافة قدره 551.7 لكل كيلومتر مربع (1,428.9/ميل2).
وتوزع التركيب العرقي للقرية بنسبة 93.03% من البيض و1.36% من الأمريكيين الأفارقة و0.08% من الأمريكيين الأصليين و3.56% من الأمريكيين ذوي الأصول الآسيوية و0.01% من سكان جزر المحيط الهادئ و0.78% من الأعراق الأخرى و1.18% من عرقين مختلطين أو أكثر و4.48% من الهسبانيون أو اللاتينيون من أي عرق.
بلغ عدد الأسر 7,366 أسرة كانت نسبة 38.8% منها لديها أطفال تحت سن الثامنة عشر تعيش معهم، وبلغت نسبة الأزواج القاطنين مع بعضهم البعض 70.4% من أصل المجموع الكلي للأسر، ونسبة 6.4% من الأسر كان لديها معيلات من الإناث دون وجود شريك، بينما كانت نسبة 2.4% من الأسر لديها معيلون من الذكور دون وجود شريكة وكانت نسبة 20.8% من غير العائلات. تألفت نسبة 19.3% من أصل جميع الأسر من عدة أفراد يعيشون في نفس المنزل ونسبة 12.2% كانت تتألف من شخص يعيش بمفرده يبلغ من العمر 65 عاماً أو أكثر. وبلغ متوسط حجم الأسرة المعيشية 2.87، أما متوسط حجم العائلات فبلغ 3.32.
بلغ العمر الوسطي للسكان 42.2 عاماً. وكانت نسبة 26.4% من القاطنين تحت سن الثامنة عشر، وكانت نسبة 10.7% بين الثامنة عشر والرابعة والعشرين عاماً، ونسبة 16.9% كانت واقعةً في الفئة العمرية ما بين الخامسة والعشرين والرابعة والأربعين عاماً، ونسبة 29.5% كانت ما بين الخامسة والأربعين والرابعة والستين، ونسبة 16.6% كانت ضمن فئة الخامسة والستين عاماً فما فوق. وتوزع التركيب الجنسي للسكان بنسبة 47.4% ذكور و52.6% إناث.

## توأمة
لغاردين سيتي (نيويورك) اتفاقيات توأمة مع:
- كوبورغ (1951 - )

## أعلام
- ايثان فيليبس
- جاك روبنسون
- جيمس ريتشاردسون
- تيلي سافالاس
- جوزيف هوكر
- هيرب فيتزجيبون
- غريغ كيلي
- أرلي لاثام
- غريغوري مكمان
- جيمس بلومر